# Matylda (Metteke)
Matylda (Metteke) (ur. najp. 1301, zm. 12 lipca 1331) – księżniczka szczecińska, księżna meklemburska na Werle-Goldbergu, córka Ottona I, księcia szczecińskiego i Elżbiety.

## Rodzina
20 stycznia 1317 Matylda została wydana za mąż, za Jana III (Werle), księcia meklemburskiego na Werle-Goldbergu, podczas układu szczecińskiego, który został zawarty pomiędzy jej ojcem a przyszłym mężem. Ze związku małżeńskiego pochodziło troje dzieci:
- Jan (ur. ?, zm. przed 1341),
- Mikołaj IV (ur. przed 1331, zm. w okr. 14 marca–16 listopada 1354) – książę meklemburski na Werle-Goldbergu,
- Mechtylda (ur. ?, zm. po 1361) – żona Ottona I, hrabiego zwierzyńskiego[3].

### Genealogia
| Barnim I Dobry ur. zap. ok. 1210 zm. 13 lub 14 XI 1278 | Barnim I Dobry ur. zap. ok. 1210 zm. 13 lub 14 XI 1278 |                                                            |                                                            | Matylda askańska ur. ? zm. 20 XII 1316 | Matylda askańska ur. ? zm. 20 XII 1316 |  |  | Gerhard II Ślepy ur. 1253 zm. 25 X 1312 | Gerhard II Ślepy ur. 1253 zm. 25 X 1312 |                                                               |                                                               | Ingeborga szwedzka ur. ok. 1277 zm. 1319 | Ingeborga szwedzka ur. ok. 1277 zm. 1319 |
|                                                        |                                                        |                                                            |                                                            |                                        |                                        |  |  |                                         |                                         |                                                               |                                                               |                                          |                                          |
|                                                        |                                                        |                                                            |                                                            |                                        |                                        |  |  |                                         |                                         |                                                               |                                                               |                                          |                                          |
|                                                        |                                                        | Otton I ur. w okr. 1 I–31 VIII 1279 zm. 30 lub 31 XII 1344 | Otton I ur. w okr. 1 I–31 VIII 1279 zm. 30 lub 31 XII 1344 |                                        |                                        |  |  |                                         |                                         | Elżbieta (Elisabeta Suerinensis) ur. ok. 1280 zm. 20 VII 1319 | Elżbieta (Elisabeta Suerinensis) ur. ok. 1280 zm. 20 VII 1319 |                                          |                                          |
|                                                        |                                                        |                                                            |                                                            |                                        |                                        |  |  |                                         |                                         |                                                               |                                                               |                                          |                                          |
|                                                        |                                                        |                                                            |                                                            |                                        |                                        |  |  |                                         |                                         |                                                               |                                                               |                                          |                                          |
|                                                        |                                                        |                                                            |                                                            |                                        |                                        |  |  |                                         |                                         |                                                               |                                                               |                                          |                                          |

|                             |                             | Jan III (Werle) ur. przed 1300 zm. w okr. 1 IV–28 VIII 1352 OO 20 I 1317 | Jan III (Werle) ur. przed 1300 zm. w okr. 1 IV–28 VIII 1352 OO 20 I 1317 | Matylda (Metteke) (ur. najp. 1301, zm. 12 VII 1331) | Matylda (Metteke) (ur. najp. 1301, zm. 12 VII 1331) |  |  |  |  |
|                             |                             |                                                                          |                                                                          |                                                     |                                                     |  |  |  |  |
|                             |                             |                                                                          |                                                                          |                                                     |                                                     |  |  |  |  |
|                             |                             |                                                                          |                                                                          |                                                     |                                                     |  |  |  |  |
| Mechtylda ur. ? zm. po 1361 | Mechtylda ur. ? zm. po 1361 | Mikołaj IV ur. przed 1331 zm. w okr. 14 III–16 XI 1354                   | Mikołaj IV ur. przed 1331 zm. w okr. 14 III–16 XI 1354                   | Jan ur. ? zm. przed 1341                            | Jan ur. ? zm. przed 1341                            |  |  |  |  |

## Śmierć księżnej
Według zapisu w kalendarzu klasztoru w Neuencamp – Matylda zmarła 12 lipca 1331. Pochowana została w klasztorze malechowskim. Jej anniwersarz obchodzono 20 lub 21 lipca w klasztorze kołbackim.

### Źródła online
- Cawley Ch, Mecklenburg. Table of contents. Herren zu Werle 1230-1425, Fürsten zu Wenden 1418-1425 (ang.) [w]: Mediewal Lands. A prosopography of medieval European noble and royal families (ang.), [dostęp 2012-04-23].

### Opracowania
- Edward Rymar, Rodowód książąt pomorskich, Szczecin: Książnica Pomorska im. Stanisława Staszica, 2005, ISBN 83-87879-50-9, OCLC 69296056. Brak numerów stron w książce
- Szymański J.W., Książęcy ród Gryfitów, Goleniów – Kielce 2006, ISBN 83-7273-224-8.